# Songshan
För andra betydelser, se Songshan (olika betydelser).
Songshan (嵩山, Song-berget) är ett av Kinas heliga berg och är beläget i häradet Dengfeng i Henanprovinsen i centrala Kina. Berget, som är 1 494 meter högt, och dess omgivande landskap hyser ett antal daoistiska och buddhistiska tempel. Shaolintemplet, ett chan- (eller zen-)buddhisttempel berömt för sin shaolin kung fu, är beläget nära Songshan.